# Joan Aldana

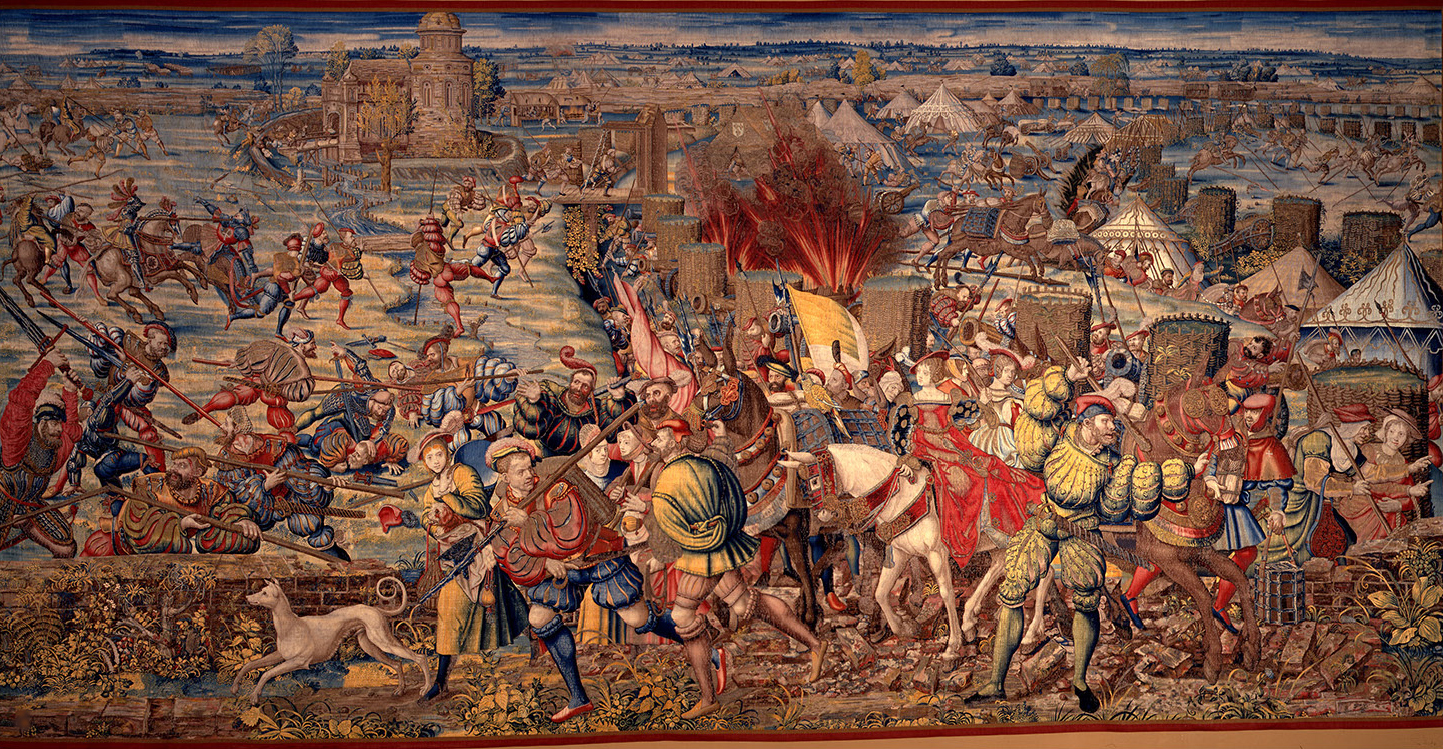
Batalla de Pavia

Joan Aldana   (Tortosa, c. 1480 - València, c. 1555) fou un militar al servei de Ferran el Catòlic i de Carles I d'Espanya que es distingí en les campanyes de França i d'Itàlia. A la batalla de Pavia, feu presoner el rei Francesc I de França.

## Biografia
Participà en la batalla de Salses (1503), en l'expedició de Gerba (1519), en la batalla de Bicocca (1521), i sobretot, essent ja coronel del terç dels italians, en la de Pavia, on el 24 de febrer de 1525 va tenir la fortuna de capturar personalment el rei Francesc I de França, a qui prengué per senyal el collar de l'orde de Sant Miquel, l'espasa, la daga i un luxós llibre d'hores. El 1526, l'emperador li encomanà la repressió dels moriscos sublevats en la serra d'Espadà, i una vegada sufocada la revolta romangué junt al virrei de València Ferran d'Aragó, duc de Calàbria, per tal d'assessorar-lo en la defensa de la costa contra les freqüents incursions dels pirates nordafricans.
El 1527 es casà amb Magdalena d'Amic a Tortosa, i allí també van nàixer els sis fills que tingueren després, encara que per aquests anys la família ja s'havia establert a València, si bé no s'hi aveïnaria formalment fins al 1542. Fou adobat cavaller el 20 de juliol de 1535, durant la jornada de Tunis, i en el text del privilegi de noblesa atorgat per l'emperador s'esmenten els anteriors fets d'armes en què havia participat, especialment la captura de Francesc I, mèrit que diferents cronistes, ja des de llavors, han vingut atribuint a uns altres candidats, posseïdors també de documents i penyores: principalment al granadí Diego de Ávila, al basc Juan de Urbieta i al gallec Alonso Pita da Veiga.